# خالد بن سعد
خالد بن سعد از مهاجرین قریش بود. خالد بن سعد از آن گروهی بود که به دلیل مشورت نکردن ابوبکر با علی، با تاخیر و تعلل و پس از چند روز از گذشت سقیفه با ابوبکر بیعت کرد.